# Fifty Shades – I mørket
Fifty Shades – I mørket er en erotisk roman fra 2012 af E.L. James. Bogen er andet bind i Fifty Shades-trilogien, der uddyber forholdet mellem en collegestuderende, Anastasia Steele, og en ung virksomhedsejer, Christian Grey. Den første og tredje bind, Fifty Shades of Grey og Fifty Shades Fri, blev offentliggjort i 2011 og 2012. Romanen er udgivet af Vintage Books og nåede #2 på USA Today bestsellerlisten.
Bogen blev filmatiseret i 2017.